# Hugo Hillenaar
mr. H.M.P. (Hugo) Hillenaar (Deurne, 6 augustus 1961) is sinds juni 2014 landelijk hoofdadvocaat-generaal aan het hoofd van het Ressortsparket bij het Openbaar Ministerie.

## Biografie
Hillenaar studeerde Nederlands Recht, hoofdrichting strafrecht aan de Radboud Universiteit te Nijmegen. Tevens studeerde hij aan de John F. Kennedy School of Government en aan de Nederlandse School voor Openbaar Bestuur.
Hij begon zijn loopbaan in de advocatuur in 1985 in Lelystad en na drie jaar in Arnhem. In 1992 stapte hij over naar het Openbaar Ministerie. In Arnhem heeft hij zich als officier van justitie beziggehouden met veel facetten van het officiersvak: jeugd, voetbal, driehoeken, zware en georganiseerde criminaliteit.
Na een projectleiderschap en een managementopleiding voor de publieke sector, lag de stap naar een managementfunctie binnen het OM voor de hand. In 1999 werd Hillenaar afdelingshoofd op het parket in Breda. Deze afdeling hield zich voornamelijk bezig met de bestuurlijke samenwerking van het OM (driehoeksoverleggen). In deze functie heeft hij zich onder meer ingezet voor de oprichting van het Veiligheidshuis in Tilburg.
In 2002 werd Hillenaar benoemd tot plaatsvervangend hoofdofficier in Rotterdam. De turbulente jaren die Rotterdam kenmerkten in deze periode zijn van grote invloed geweest voor de visie van Hillenaar op het strafrecht en het belang van samenwerking in het veiligheidsdomein.
In 2007 keerde hij terug op het parket Breda als hoofdofficier. Integrale samenwerking en het samengaan met het parket Middelburg waren belangrijke thema’s in deze periode. In 2010 werd Hillenaar regio-hoofdofficier Breda-Middelburg en vanaf 1 januari 2013 werd deze functie met de invoering van de wet herziening gerechtelijke kaart, formeel vastgesteld als hoofdofficier Zeeland West Brabant.

## Huidige functie
Vanaf juni 2014 is Hillenaar werkzaam als landelijk hoofdadvocaat-generaal. In deze functie geeft hij leiding aan het Ressortsparket, het onderdeel van het Openbaar Ministerie dat zich voornamelijk bezighoudt met de behandeling van strafzaken in hoger beroep.